# Meiringen
Meiringen er en mindre by i kantonen Bern i det centrale Schweiz. Byen har 4.621(2018) indbyggere. Meiringen gennemstrømmes af floden Aare på dens vej fra Grimselpasset og ned til Brienzer-søen.
Meiringen er stationsby på banen fra Interlaken til Lucerne. Meiringen er endvidere endestation på den lokale Meiringen-Innertkirchen Bahn.

## Turisme
I gåafstand fra Meiringen ligger den imponerende Aareschlucht, der er et velbesøgt turistmål. Her har floden banet sig vej gennem en smal klippespalte, som er sikkert indrettet til publikum.
Fra Meiringens udkant er der med kabelbanen, Reichenbachfall-Bahn, mulighed for at komme op til det spektakulære vandfald, Reichenbachfall, hvor Sir Arthur Conan Doyles mesterdetektiv Sherlock Holmes ifølge legenden led en voldsom død under et opgør med sin svorne fjende, Professor Moriarty. Denne fiktive hændelse har gjort Meiringen så kendt, at Sherlock Holmes er udnævnt til æresborger i byen, med dertil hørende statue på torvet foran Den Engelske Kirke. Statuen er af den britiske maler og billedhugger John Doubleday. Som en (næsten) selvfølgelighed er der et Sherlock Holmes Museum i byen.

## Andet
Det hævdes, at marengs er opfundet i Meiringen i 1600 (eller 1720?) af en italiensk konditor ved navn Gasparini.